# The Divine Conspiracy
The Divine Conspiracy cel de-al patrulea album al formației olandeze de metal simfonic, Epica, lansat sub semnătura casei de înregistrări Nuclear Blast în anul 2007.

## Informații generale
În luna septembrie a anului 2007, Epica și-a încheiat primul turneu susținut în America de Nord și a început comercializarea celui de-al patrulea album din cariera lor. Acesta, intitulat The Divine Conspiracy, a fost lansat sub semnătura altei case de înregistrări: Nuclear Blast, companie care are experiență în promovarea formațiilor rock. În luna decembrie a aceluiași an, Ariën van Weesenbeek a fost anunțat drept noul toboșar al formației. The Divine Conspiracy este primul album de concept al grupului. Ideea sa de bază se plasează în jurul concepției că Dumnezeu

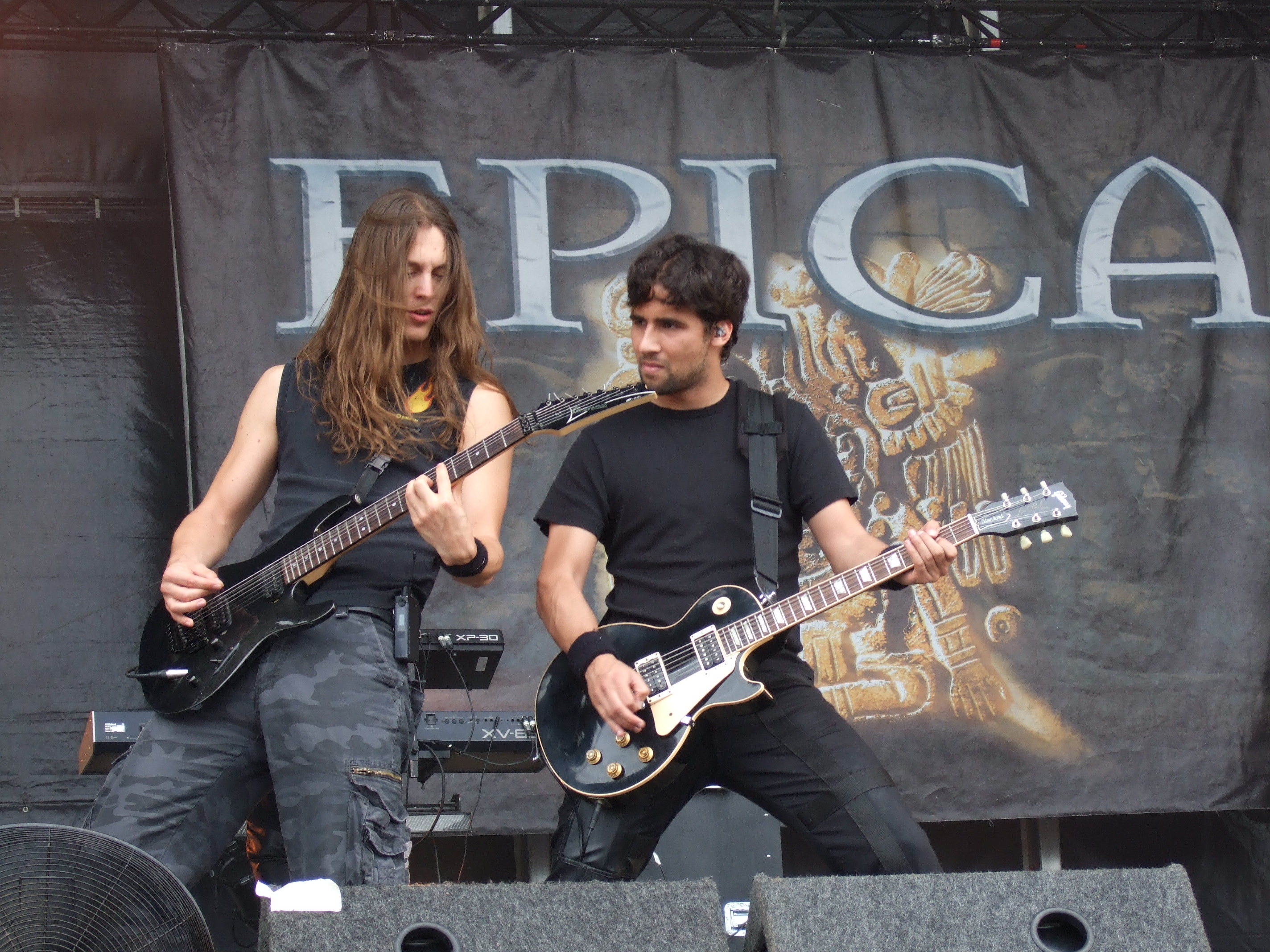
Mark Jansen și Ad Sluijter într-un concert Epica.

 a creat mai multe religii pentru ca umanitatea să înțeleagă și să depășească diferențele superficiale și să își descopere adevărata natură, care este aceeași pentru toți. La producerea albumului au contribuit și Sander Gommans, care a creat grohăiturile de pe melodia Death of a Dream ~ The Embrace That Smothers part VII. Olaf Reitmeier a introdus chitarele acustice în melodia Chasing The Dragon". Amanda Somerville, Gialt Lucassen și Jaff Wade au contribuit vocal la înregistrarea albumului.
Pe acest material discografic Mark Jansen își continuă și finalizează colecția de melodii „The Embrace that Smothers". Patru dintre melodiile incluse pe album poartă această semnătură.
Site-ul românesc Bangyourbrain.com a făcut următoarea recenzie asupra albumului: 
„The Divine Conspiracy este un album în care, spre fericirea noastră, frumoasa și talentata Simone Simons este lăsată șă-și demonstreze calitățile vocale. Partea proastă este că Mark Jansen are o părere foarte bună despre el și ține să ne-o împărtășească grohăind în disperare pe 70% din album. Vocea feminină, vioarele și pianul sunt deseori întrerupte de niște growling vocals executate mediocru. "

Site-ul Garm24's Weblog a precizat:
„Din punct de vedere muzical nu avem prea multe surprize. Avem pasaje simfonice ce pot deveni obositoare uneori, fapt indus și de lungimea destul de mare a pieselor. Secvențele simfonice contrastează cu pasaje mai heavy sau mai melodioase de la piesă la piesă. Oricum spre deosebire de trupele concurente, Epica este mai metal decat Nightwish, dar în același timp mai simfonică ca After Forever."
„Din punct de vedere vocal acest album îmi readuce în memorie anii 95-96, când Theatre of Tragedy făceau legea în zona gothic-metal. Vocalista Simone Simons constituie unul din punctele de atracție ale trupei, o vocalistă de excepție care, părerea mea, ar fi fost mult mai potrivită decât Anette pentru postul de vocalistă a celor de la Nightwish."
„Din punct de vedere al versurilor avem teme oarecum clasice pentru genul symphonic metal punctate pe alocuri de pasaje în latină ce dau o culoare aparte pieselor (The Obsessive Devotion, Living A Lie)."
În luna aprilie a anului 2008, Epica a început un nou turneu de promovare în America de Nord, cântând alături de formațiile Into Eternity și Symhony X. Datorită problemelor de sănătate întâmpinate de solista grupului, Simone Simons, soprana de origine americană Amanda Somerville concertează în locul său.
Până în prezent o singură melodie de pe album a fost extrasă pe disc single. Intitulată Never Enough, aceasta a fost lansată pe data de 10 august, 2007. Piesa a beneficiat și de un videoclip.

## Lista melodiilor
1. "Indigo ~ prologue" - 2:05
2. "The Obsessive Devotion" - 7:13
3. "Menace of Vanity" - 4:13
4. "Chasing the Dragon" - 7:40
5. "Never Enough" - 4:47
6. "La‘petach Chatat Rovetz ~ the Last Embrace" - 1:46
7. "Death of a Dream ~ the Embrace that Smothers part VII" - 6:03
8. "Living a Lie ~ the Embrace that Smothers part VIII" - 4:56
9. "Fools of Damnation ~ the Embrace that Smothers part IX" - 8:42
10. "Beyond Belief" - 5:25
11. "Safeguard to Paradise" - 3:46
12. "Sancta Terra" - 4:57
13. "The Divine Conspiracy" - 13:56
14. "Higher High" (Bonus Track) - 5:27
15. "Replica" (Fear Factory Cover) (Bonus Track) - 4:10